# Lutherdenkmal
Lutherdenkmäler wurden vor allem in der zweiten Hälfte des 19. Jahrhunderts in zahlreichen deutschen Städten zur Erinnerung an die auf Martin Luther zurückgehende Reformation errichtet. Häufig nehmen sie Bezug auf konkrete Ereignisse im Leben Luthers oder auf einen Aufenthalt in der jeweiligen Stadt.
Das älteste Lutherdenkmal, das gleichzeitig das erste öffentliche ganzfigurige Standbild für eine bürgerliche Persönlichkeit in Deutschland war, befindet sich in Lutherstadt Wittenberg; es wurde von Johann Gottfried Schadow entworfen und 1821 enthüllt. Finanziert wurde dieses Denkmal von den Bürgern der Städte Eisleben und Mansfeld, die schon lange für ein Lutherdenkmal gespart hatten. Friedrich Wilhelm III. ordnete aber an, Wittenberg zu bevorzugen. Erst 1883, zum 400. Geburtstag des Reformators, wurde in Eisleben ein Lutherdenkmal nach einem Entwurf von Rudolf Siemering errichtet. Mansfeld mit einer Darstellung Luthers als Kind folgte 1913.
Das größte Denkmal ist das 1868 in Worms eingeweihte Lutherdenkmal nach Entwürfen Ernst Rietschels, das in seiner Form Luthers bekannteste Lieddichtung Ein feste Burg ist unser Gott aufnimmt. Das Wormser Denkmal beeinflusste die Darstellung zahlreicher anderer Denkmäler, mehrfach wurde die Lutherfigur des Wormser Entwurfs nachgegossen, einige Denkmäler verwendeten aber auch verworfene Entwürfe für das Wormser Denkmal. Allein in den Vereinigten Staaten finden sich nach Angaben der Smithsonian Institution sieben Kopien der Wormser Lutherstatue.
Insbesondere an runden Jubiläen von Ereignissen aus Luthers Leben oder der Reformationsgeschichte wurden vielerorts Lutherbäume gepflanzt.

## Lutherdenkmäler in Mitteleuropa
(unvollständige Liste) 

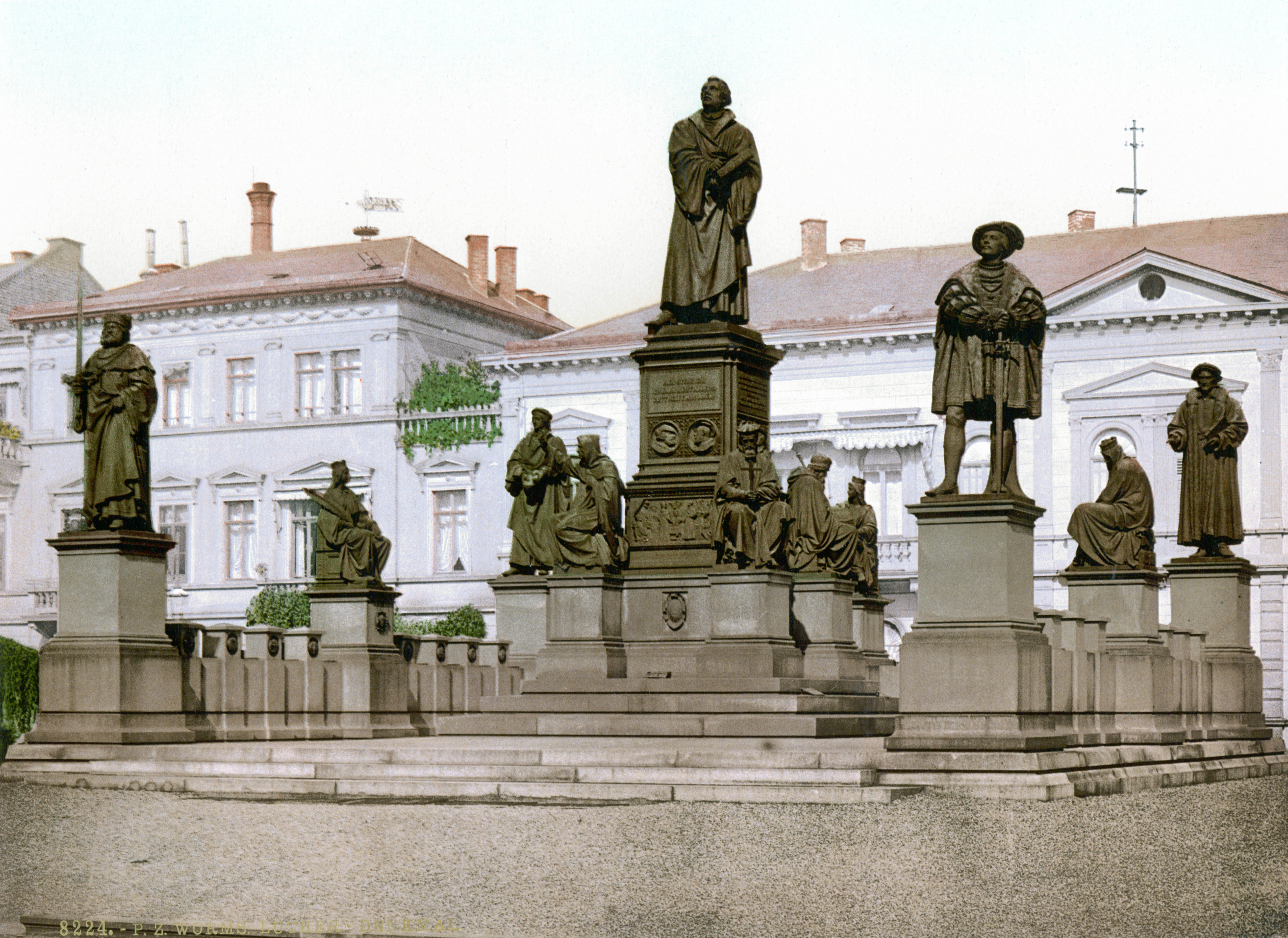
Lutherdenkmal Worms 1900

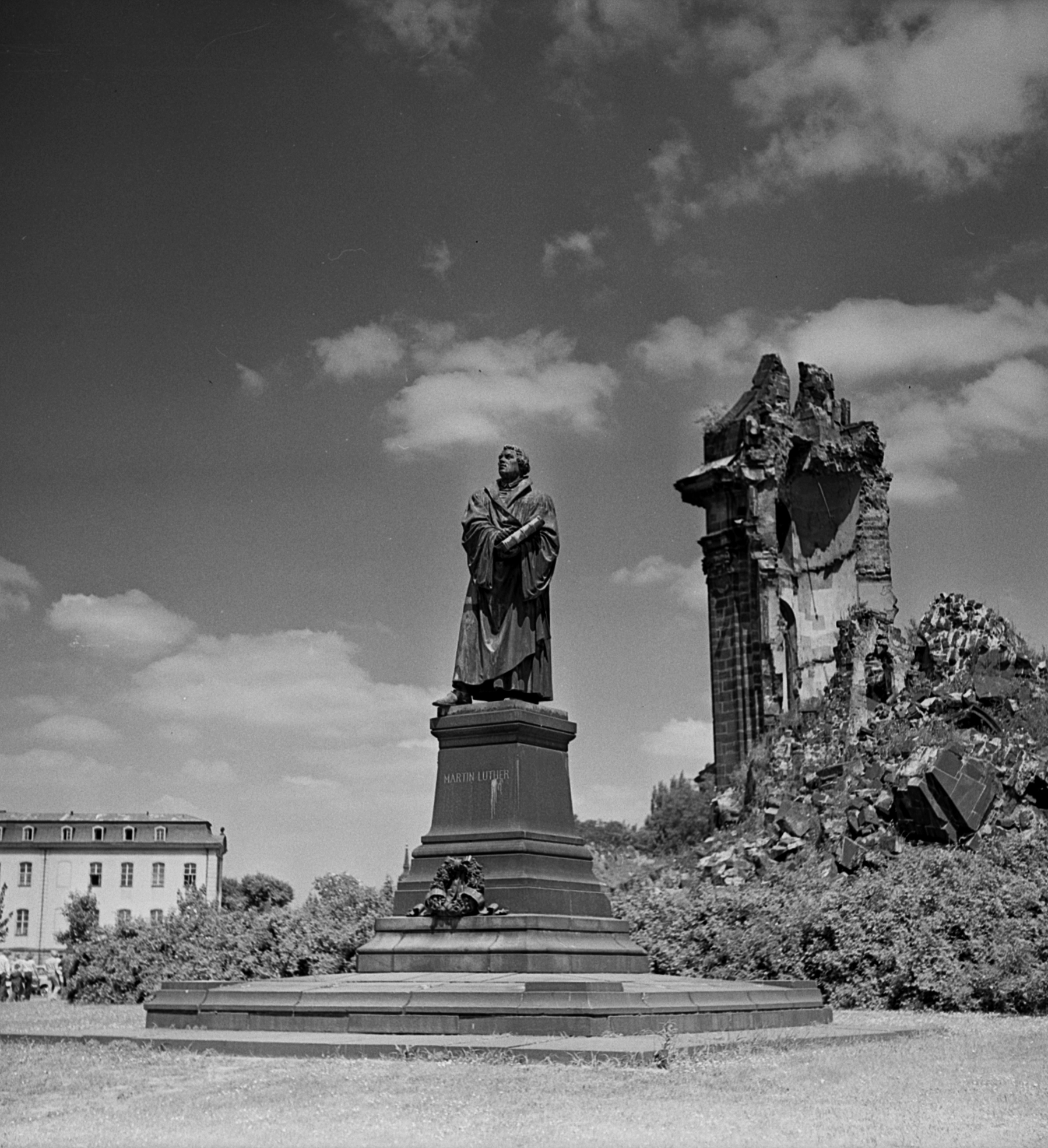
Das Lutherdenkmal in Dresden (1970er Jahre)

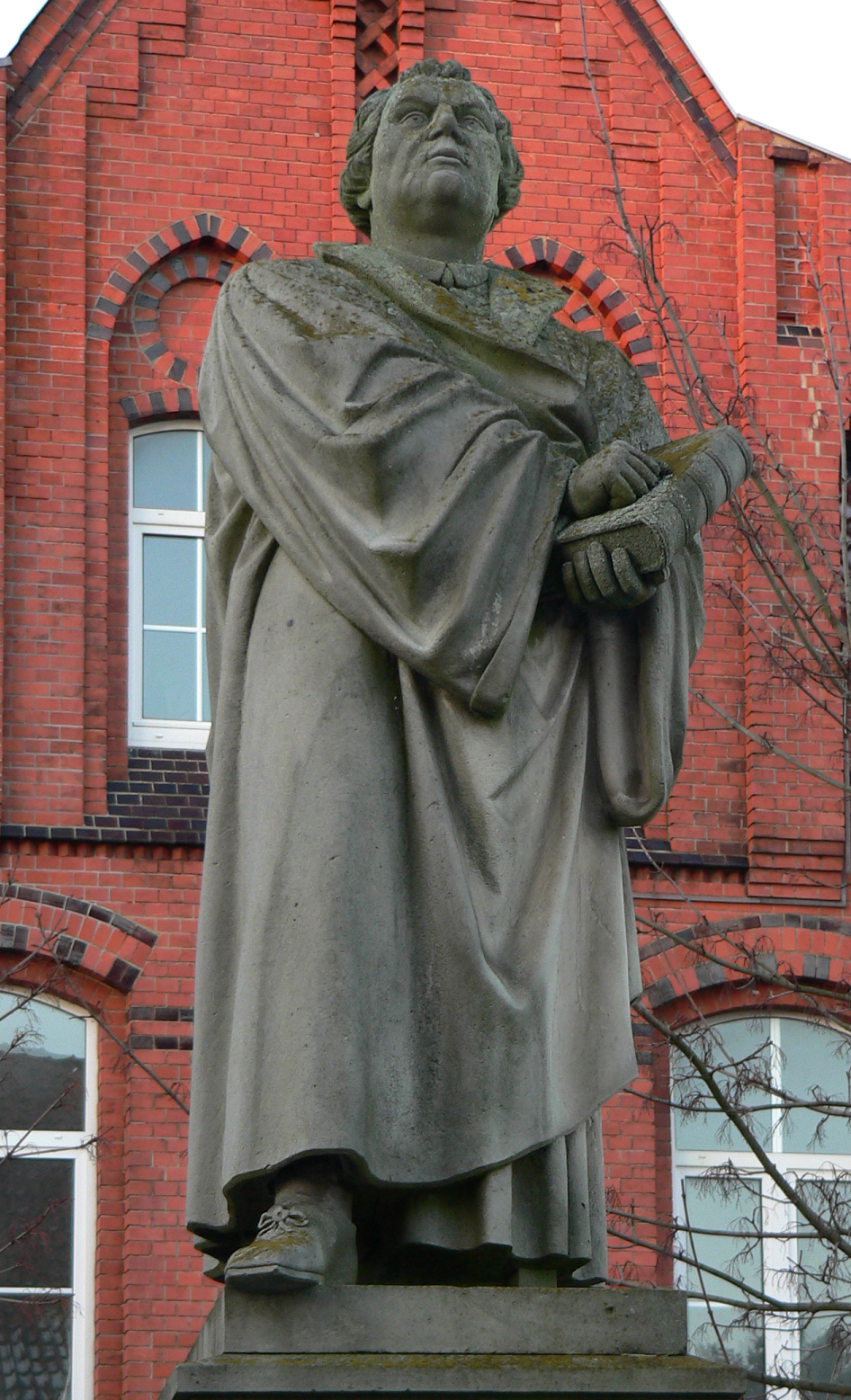
Lutherdenkmal in Elze

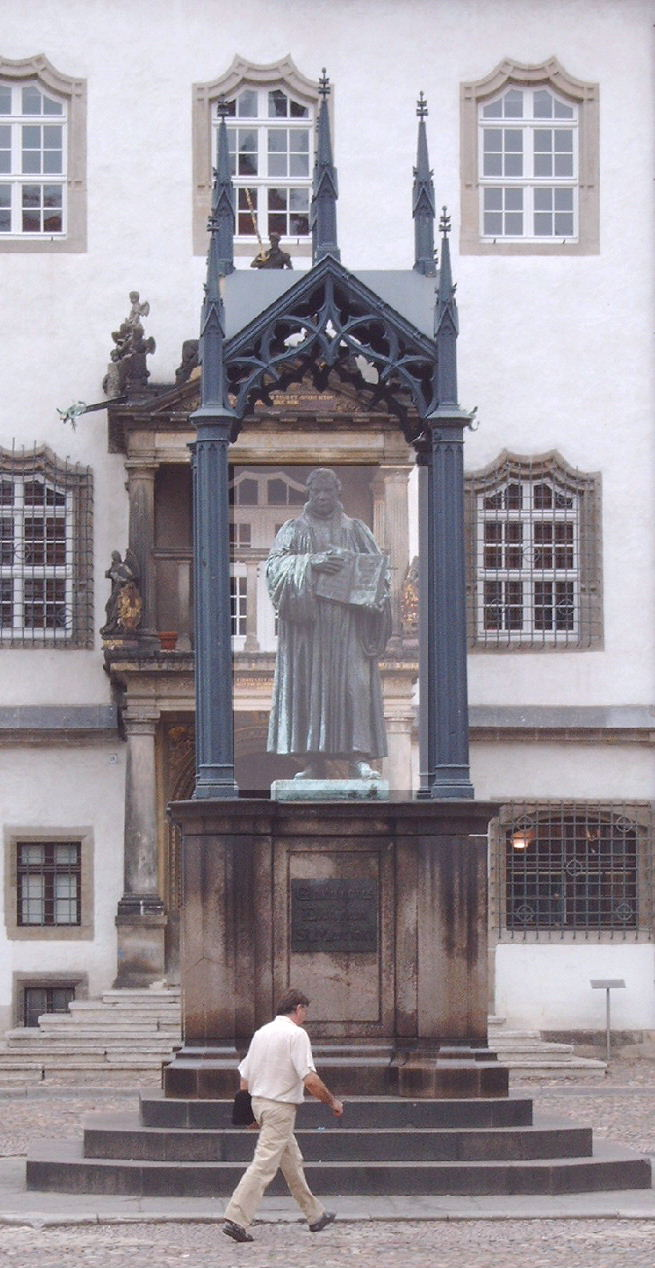
Lutherdenkmal auf dem Wittenberger Marktplatz

- Lutherdenkmal in Annaberg-Buchholz (1883)
- Lutherdenkmal in Aš (1883)
 einziges Lutherdenkmal in Böhmen
- Lutherdenkmal in Bad Schandau (1817)
- Lutherdenkmal auf dem Dorotheenstädtischen Friedhof in Berlin (1909)
ehemals in der Dorotheenstädtischen Kirche, Kopie des Wittenberger Denkmals durch Ernst Waegener
- Lutherdenkmal an der Marienkirche in Berlin (1895)
von Paul Otto und Robert Toberentz
- Lutherdenkmal in Bielsko-Biała (1900)
vor der Lutherkirche, von Franz Vogl, einziges Lutherdenkmal in Polen
- Lutherrelief in Chemnitz (1912)
am Nordfassade der Jakobikirche[2]
- Lutherdenkmal in Coburg (1883)
in der Vorhalle der Lutherschule, vermutlich nach Ernst Rietschel
- Lutherdenkmal in Cottbus (1911)
vor dem Niedersorbischen Gymnasium, von Georg Christian Heinrich Götschmann
- Lutherdenkmal in Döbeln (1903)
vor der Kirche St. Nicolai
- Lutherdenkmal in Dresden (1885)
An der Frauenkirche, von Adolf von Donndorf, nach Ernst Rietschel[3]
- Lutherdenkmal in Elze (1883)
- Lutherdenkmal in Eisenach (1885)
von Adolf von Donndorf
- Lutherdenkmal in Eisleben (1883)
auf dem Marktplatz, von Rudolf Siemering[4]
- Lutherdenkmal in Erfurt (1889)
 am Anger, von Fritz Schaper
- Lutherdenkmal in Frankenberg/Sa.
vor der Stadtkirche St. Aegidien[5]
- Lutherbrunnen in Freiberg (1883)
am Freiberger Dom, nach Ernst Rietschel
- Lutherdenkmal in Görlitz (1904)
vor der Lutherkirche, nach Ernst Rietschel
- Lutherdenkmal in Gotha (um 1900)
An der Margarethenkirche, von Christian Behrens, mit Phillipp Melanchthon[6]
- Lutherdenkmal in Grimma (1883)
Frauenkirchhof, von Ernst Rietschel[7][8]
- Lutherdenkmal in Hamburg (1912)
am Hamburger Michel, von Otto Lessing[9]
- Lutherdenkmal in Hannover (1900)
an der Marktkirche, von Carl Dopmeyer (1899 begonnen, fertiggestellt 1900 von Ferdinand Hartzer)
- Lutherkandelaber in Ilmenau (1894)
Anlässlich des 350. Jahrestags der Einführung der Reformation wurde ein Luther-Kandelaber auf dem Kirchplatz vor St. Jakobus aufgestellt.
- Lutherrelief in Karlsruhe (1917)
an der Lutherkirche, von Oskar Kiefer
- Lutherdenkmal in Kirchberg (1908)
im Lutherpark, nach Ernst Rietschel
- Lutherbrunnen in Ludwigshafen am Rhein (1992)
auf dem Platz der ehemaligen Lutherkirche, von Gernot und Barbara Rumpf
- Lutherdenkmal in Magdeburg (1886)
vor der St.-Johannis-Kirche, von Emil Hundrieser
- Lutherdenkmal in Malschwitz-Niedergurig (1883)
- Lutherbrunnen in Mansfeld (1913)
am Lutherplatz, von Paul Juckoff
- Lutherdenkmal in Möhra (1861)
von Bildhauer Ferdinand Müller
- Lutherdenkmal in Neukieritzsch (1884)
auf dem Marktplatz, umgesetzt aus der Wüstung Zölsdorf[10]
- Lutherdenkmal auf Norderney (1883)
Kirchstraße, von Bildhauer Bernhard Högl[11]
- Lutherbrunnen in Nordhausen (1888)
auf dem Lutherplatz, von Karl Schuler, 1945 zerstört, 2003 durch Reformatorenbrunnen von Peter Genßler ersetzt
- Lutherdenkmal in Nordhausen (2017)
auf dem Blasiikirchplatz von Peter Genßler
- Lutherdenkmal in Nürnberg
an der Sebalduskirche, mit Phillipp Melanchthon[12]
- Lutherdenkmal in Oederan (1884)
vor der Stadtkirche
- Lutherdenkmal in Prenzlau (1903)
vor der Marienkirche.  Kopie/Nachguss von Rietschels Lutherstatue in Worms
- Lutherrelief in Saalfeld in der Stadtkirche St. Johannis (1905)
- Lutherrelief in Schönberg (1883)
an der Stadtkirche von Albert Manthe
- Lutherdenkmal in Sessenheim (Frankreich)
An der Protestantischen Kirche, mit Phillipp Melanchthon[13]
- Lutherdenkmal in Speyer (1903)
Vorhalle der Gedächtniskirche der Protestation, von Hermann Hahn
- Lutherdenkmal bei Steinbach im Wartburgkreis (1857)
Obelisk zur Erinnerung an die Gefangennahme Luthers
- Lutherdenkmal in Uelzen (1883)
nach Ernst Rietschel
- Lutherdenkmal in Weilburg (1933)
- Lutherdenkmal Wennigsen (Deister), Niedersachsen (1960), Nachbildung eines Lutherdenkmals, das Friedrich Adolf Sötebier im Jahr 1957 für den Campus des Concordia Theological Seminary in der Stadt Springfield (Illinois) gefertigt hat und das seit 1976 auf den Campus des Concordia Theological Seminary in Fort Wayne, Indiana, Vereinigte Staaten steht.
- Lutherdenkmal in der Lutherstadt Wittenberg (1821)
auf dem Marktplatz, von Johann Gottfried Schadow
- Lutherdenkmal in Worms (1868)
von Ernst Rietschel, größtes Reformationsdenkmal der Welt
- Lutherdenkmal in Worpswede (1883) durch die Gemeinde errichtet.

In der Stadtkirche St. Michael in Jena befindet sich seit 1571 Luthers Grabstein.
Lutherplastiken von Valentin Kühne befinden sich an den barocken Kanzelaltären der Kirchen von Groß Quenstedt (1696), heute Jessen, Westerhausen (1697/98) und Gatersleben (1710). Eine besondere Form des Lutherdenkmals stellt die Betonskulptur man in a cube des chinesischen Künstlers Ai Weiwei dar, die anlässlich der Ausstellung Luther und die Avantgarde 2017 in Wittenberg zu sehen war und seit Oktober 2020 dauerhaft im Innenhof des Lutherhauses Eisenach präsentiert wird.

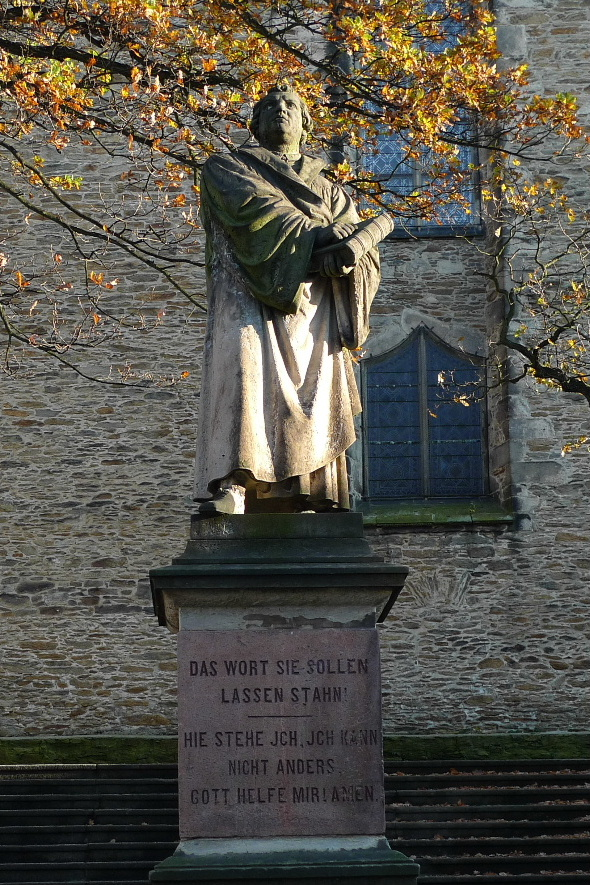
Lutherdenkmal in Annaberg-Buchholz
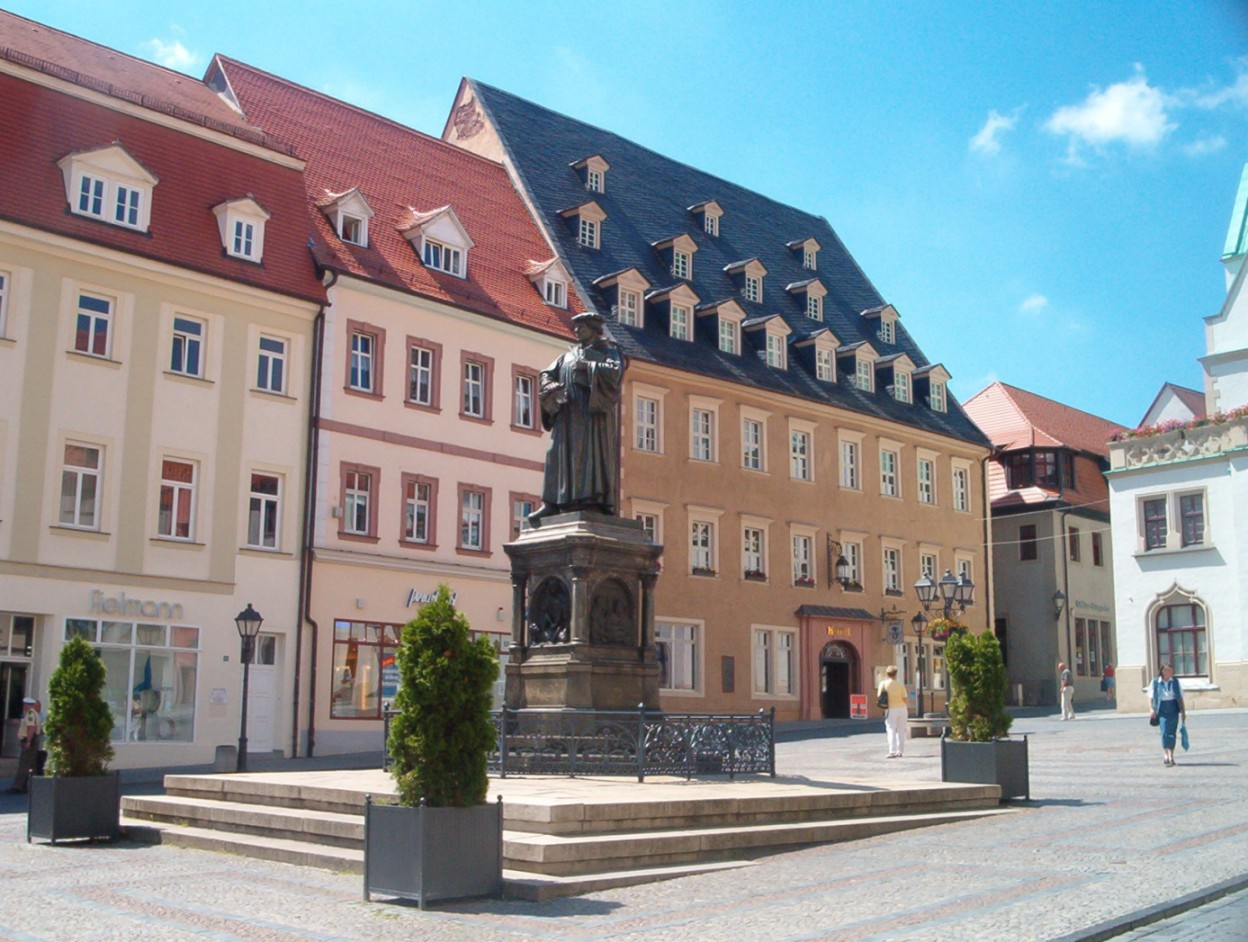
Lutherdenkmal Eisleben
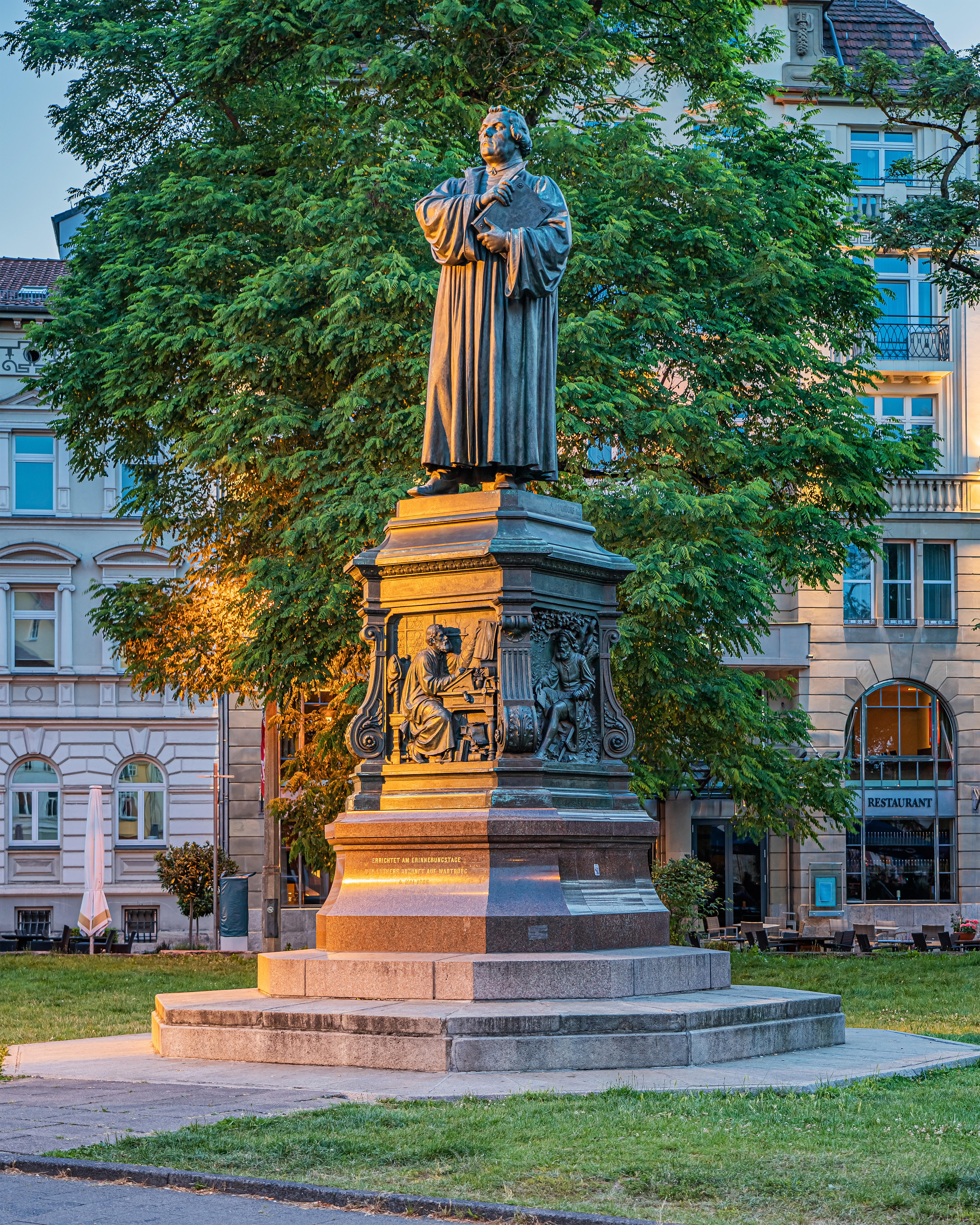
Lutherdenkmal Eisenach
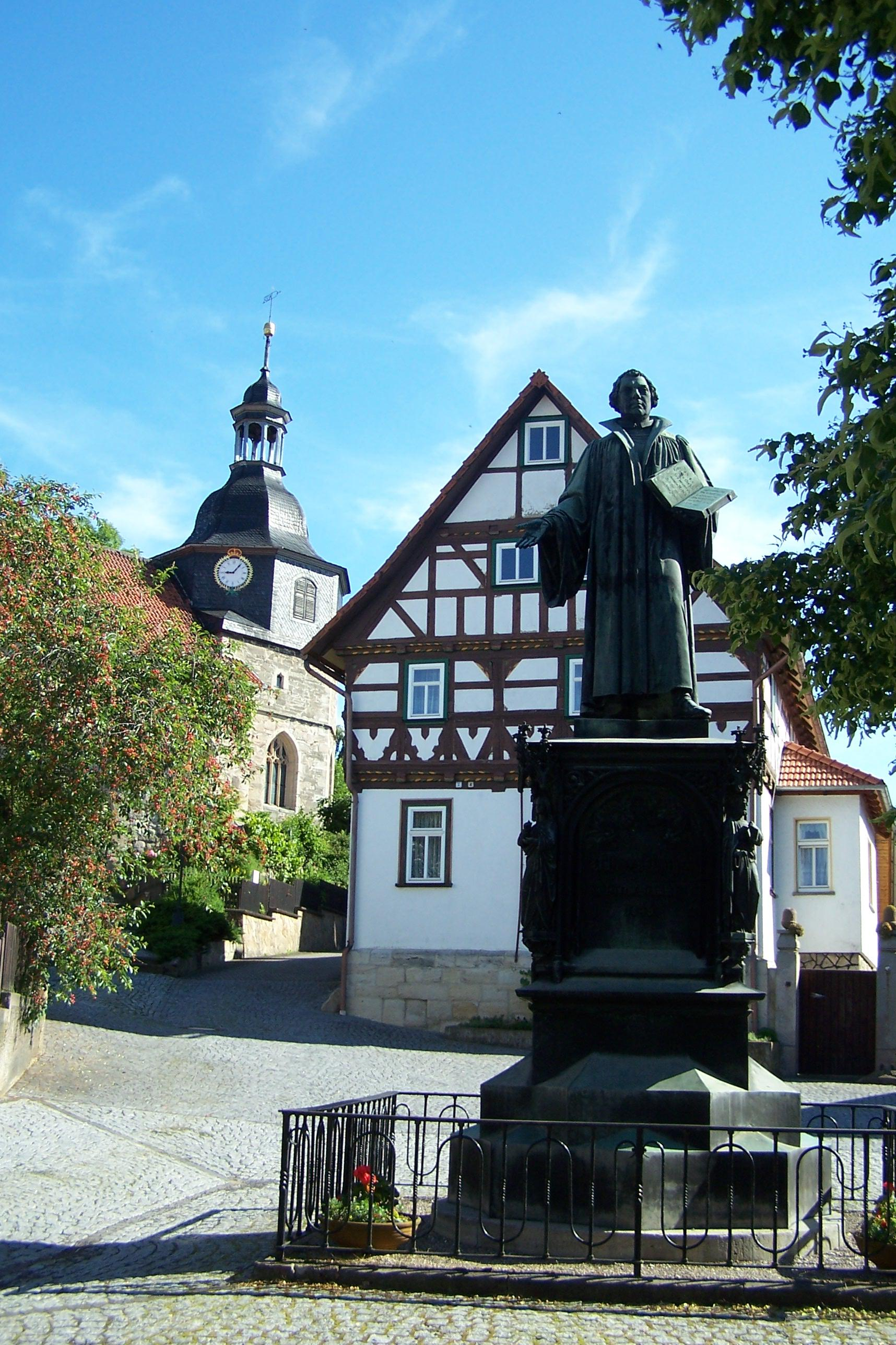
Lutherdenkmal in Möhra
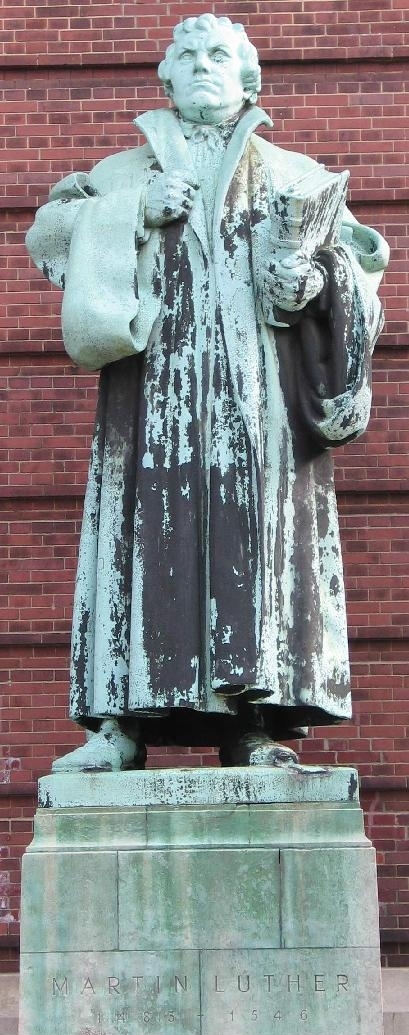
Lutherstatue am Hamburger Michel
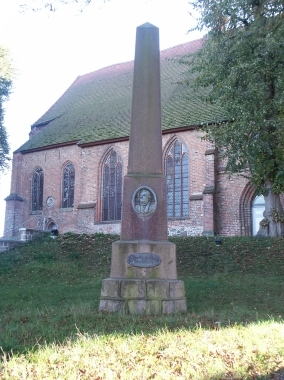
Lutherrelief in Schönberg/Mecklenburg
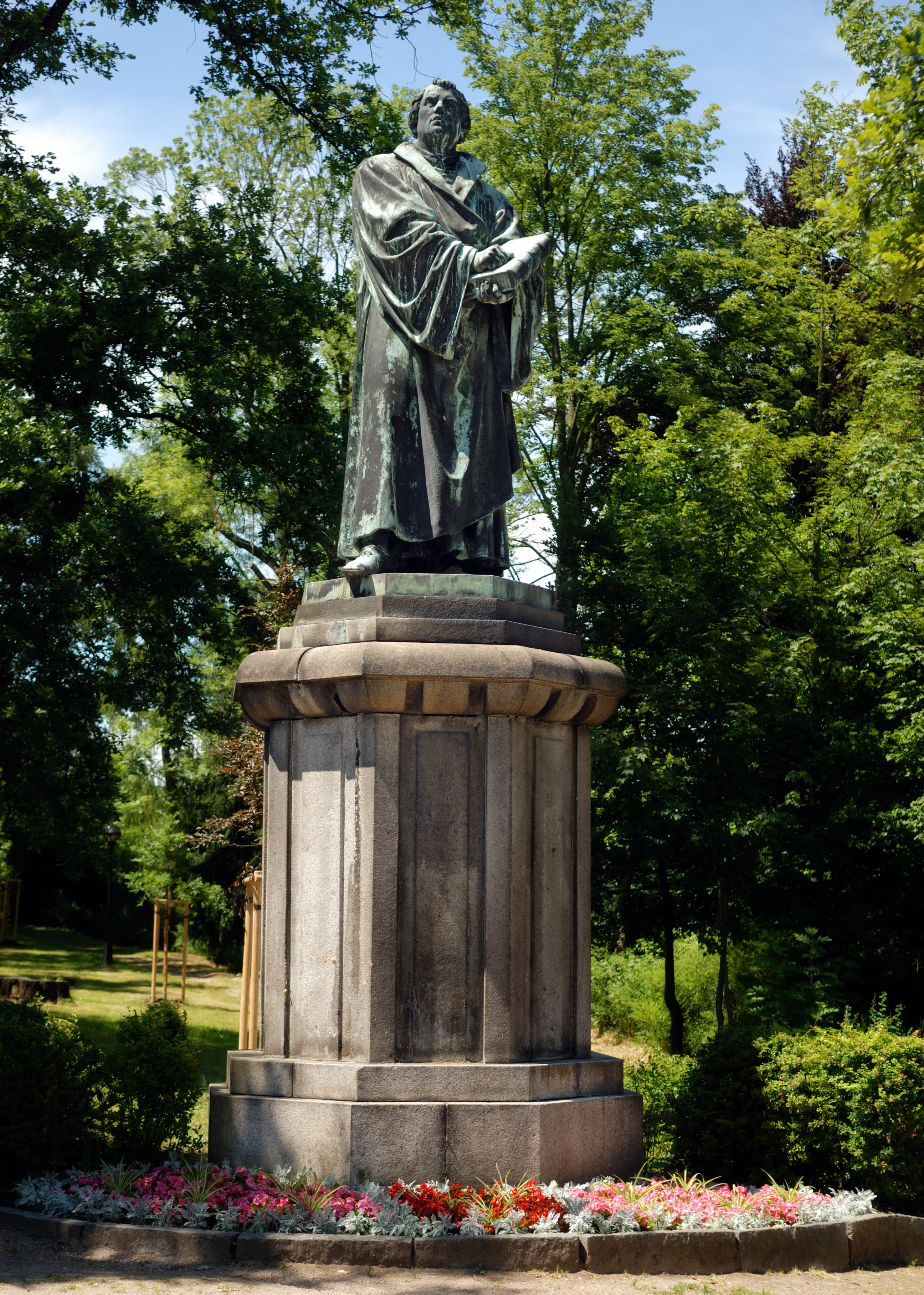
Lutherdenkmal auf dem Lutherplatz in Kirchberg
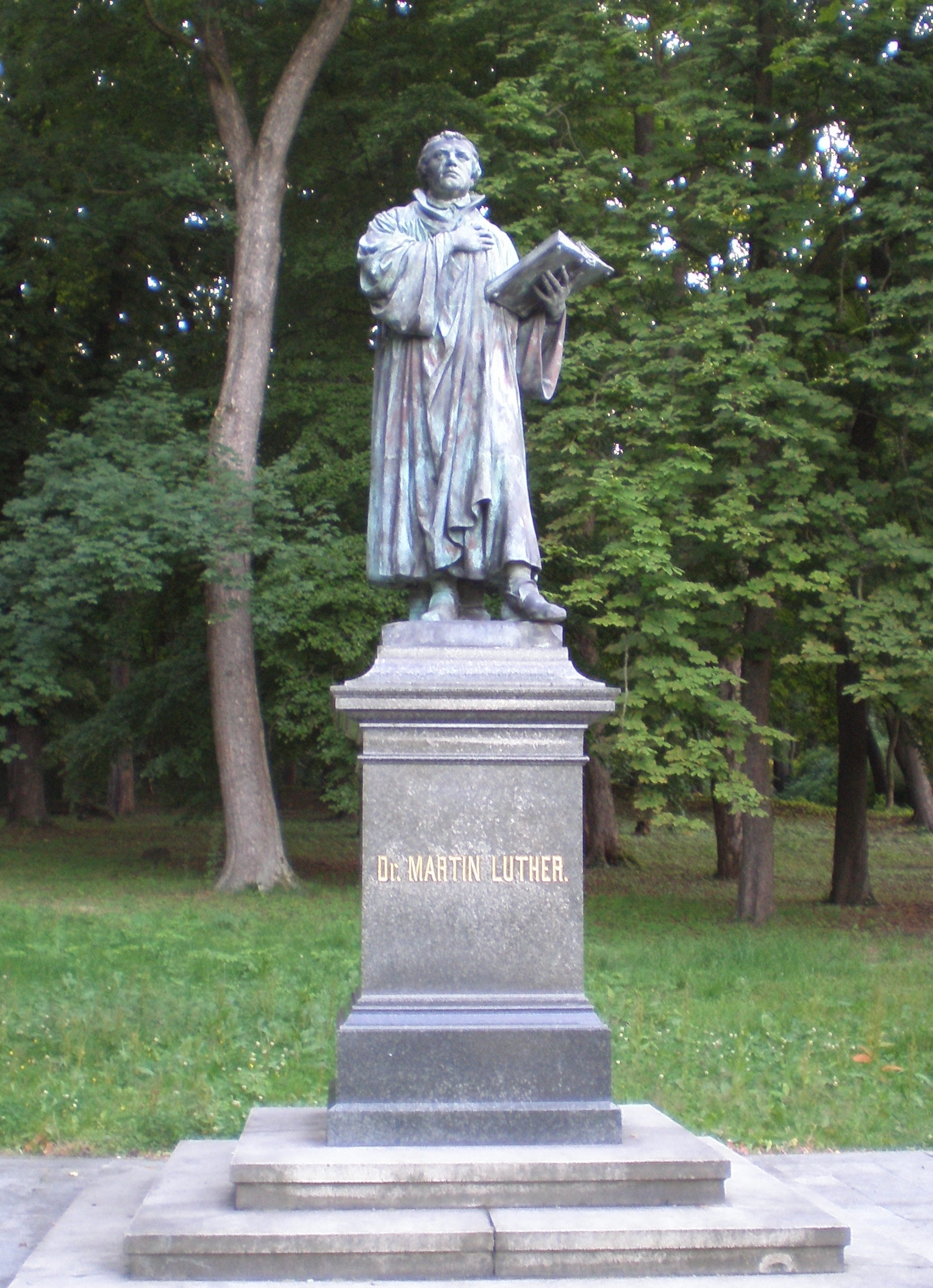
Lutherdenkmal in Aš (1883), einziges Lutherdenkmal in Böhmen
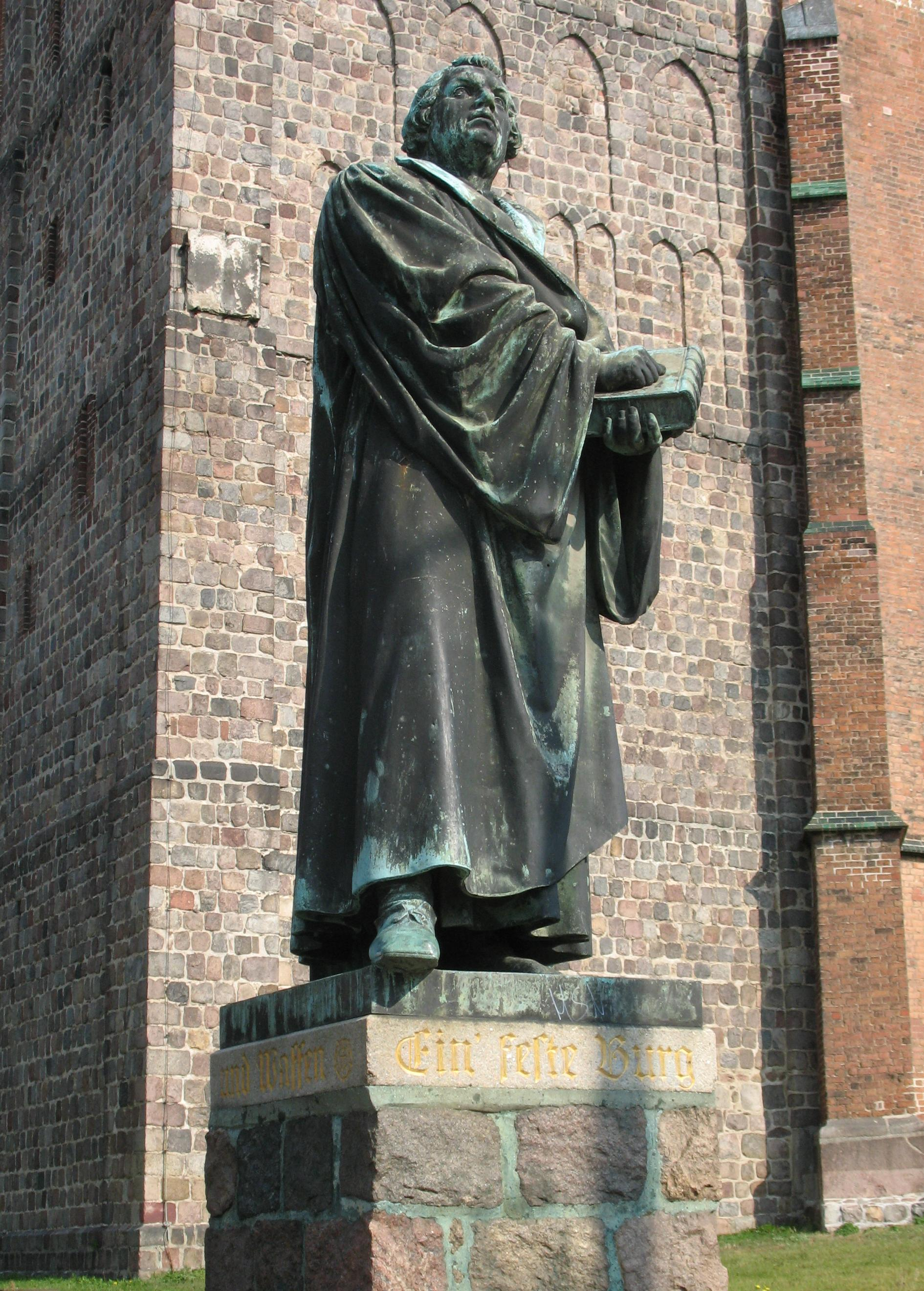
Lutherdenkmal vor der Marienkirche in Prenzlau
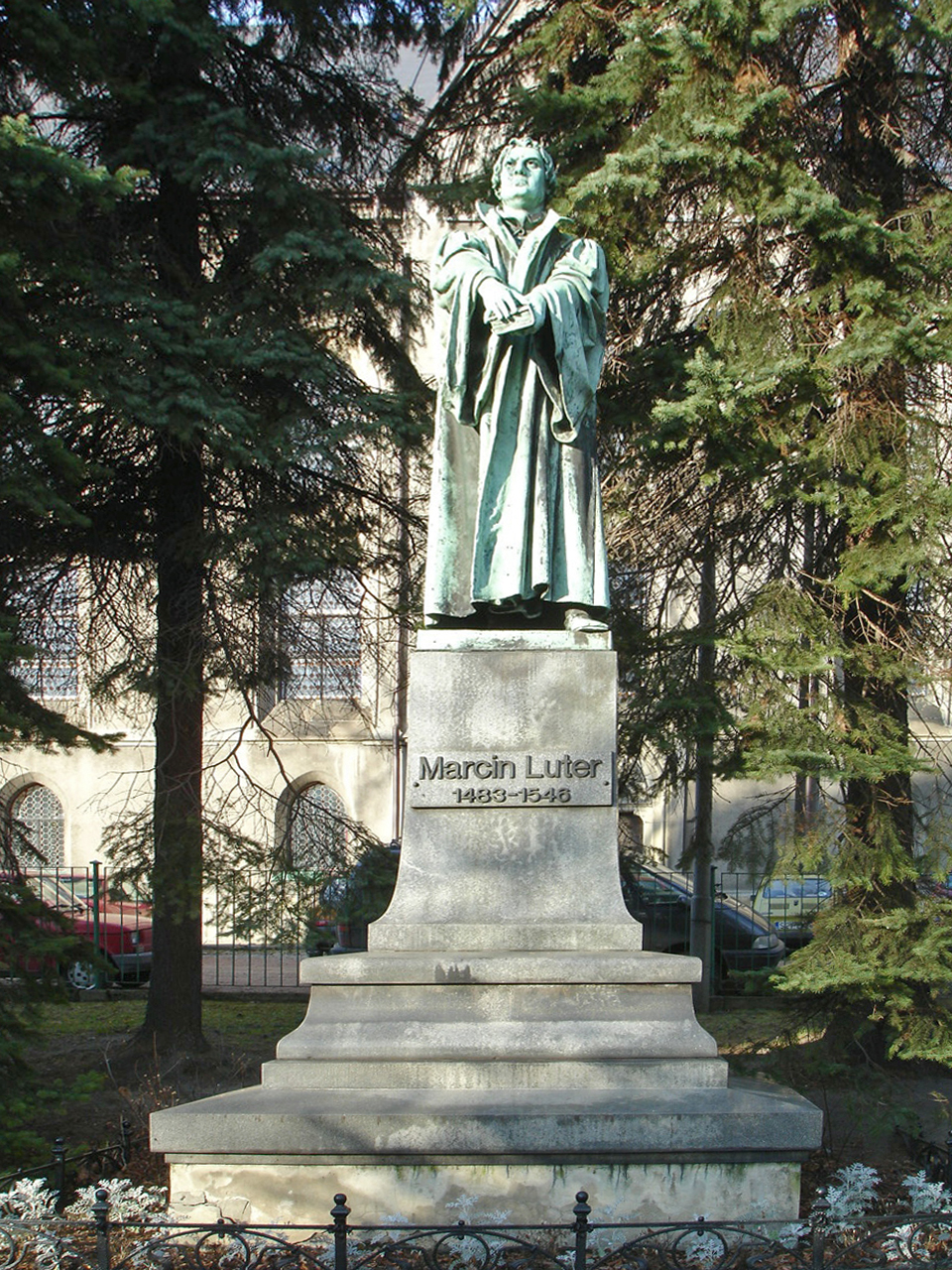
Lutherdenkmal in Bielsko-Biała, einziges Lutherdenkmal in Polen
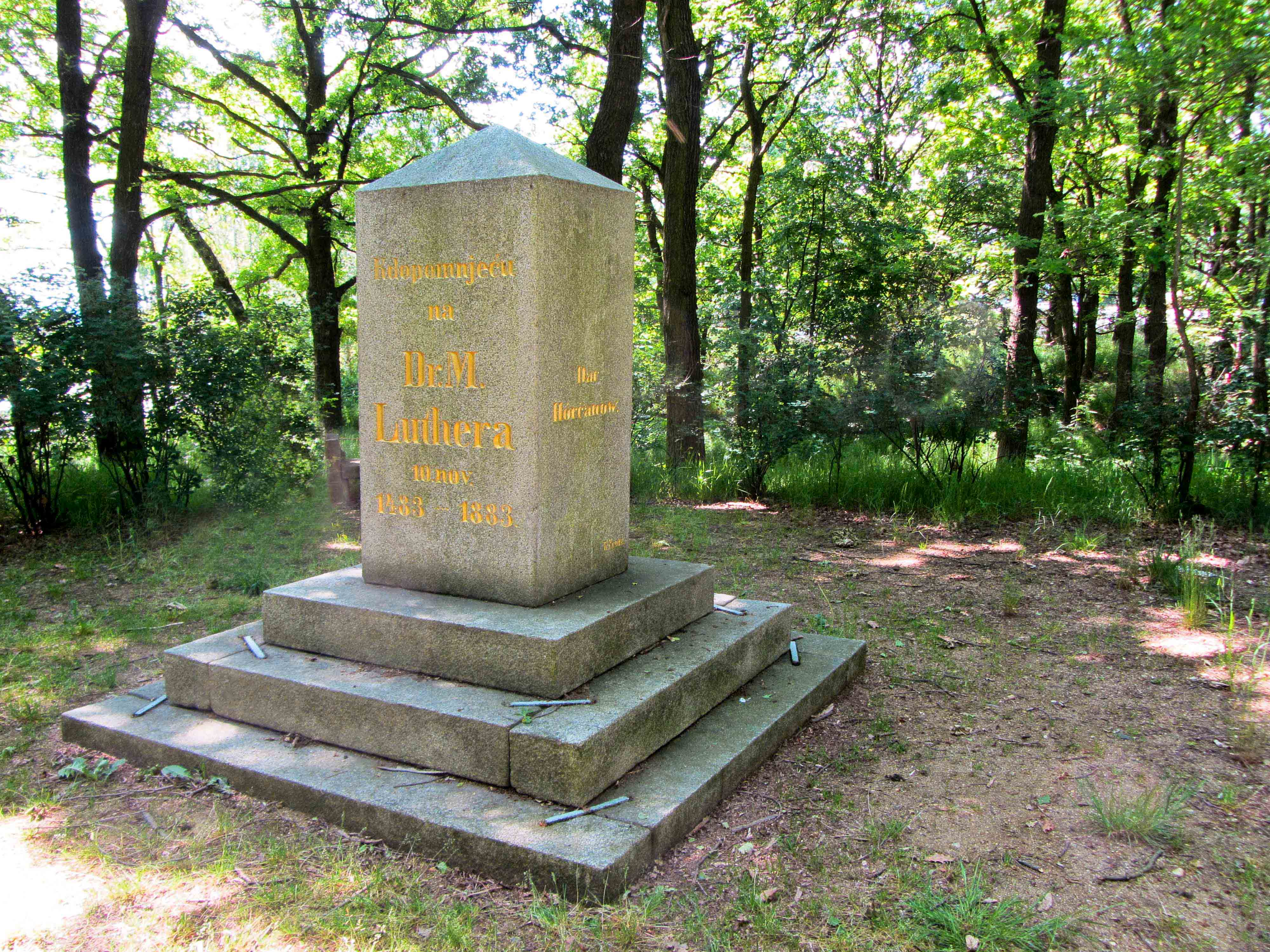
Lutherdenkmal in Niedergurig, einziges Lutherdenkmal in sorbischer Sprache

## Lutherdenkmäler außerhalb Mitteleuropas

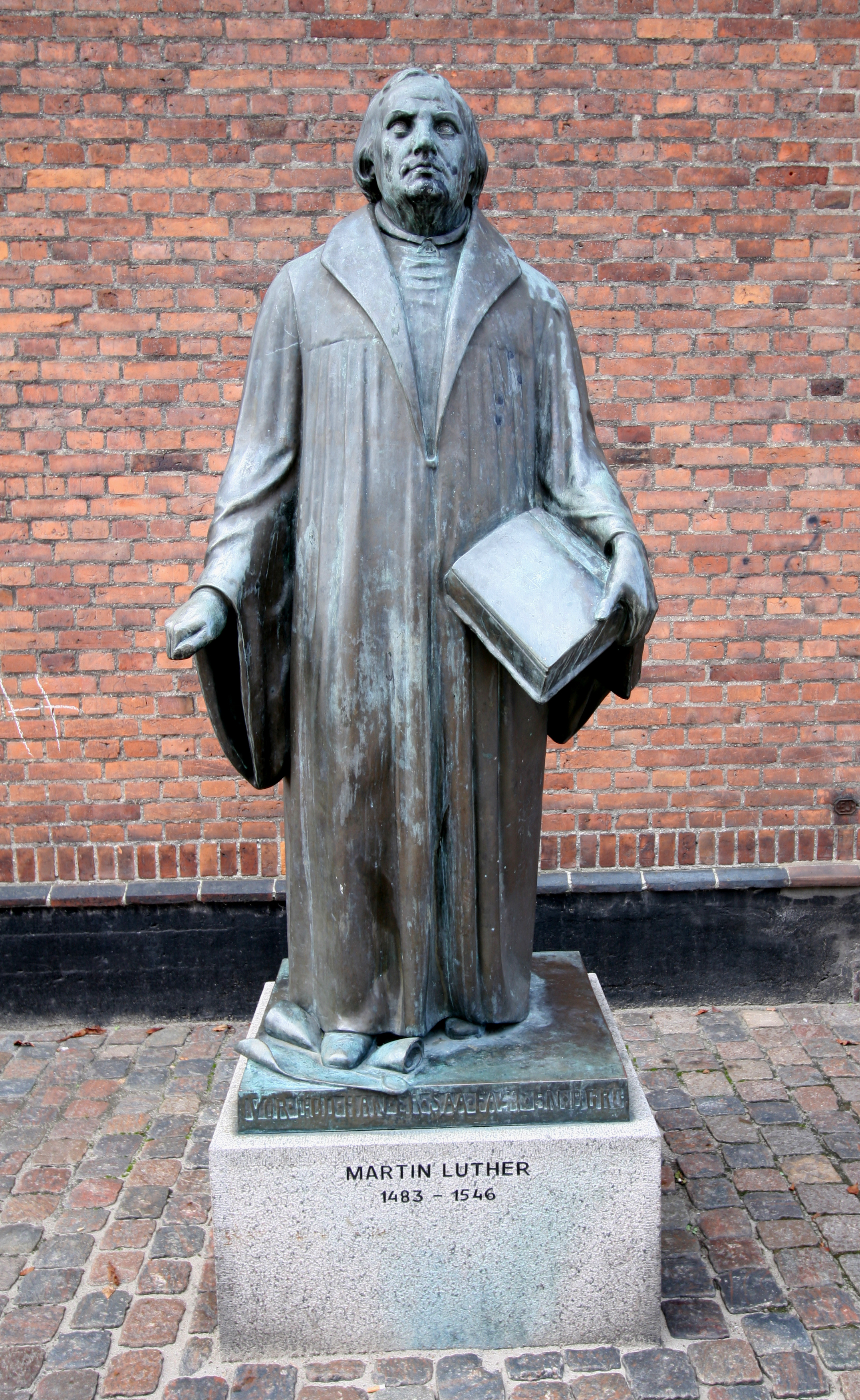
Lutherdenkmal Kopenhagen

- Lutherdenkmal in Nova Friburgo, Brasilien (2004)
von Otavio Teixeira M. Neto[15]
- Lutherdenkmal in Santiago de Chile, Chile (2002)
von Serena Piacentini[16]
- Martin-Luther-Statue vor der Lutherkirche in Kopenhagen, Dänemark (posthumer Guss 1983)
von Rikard Magnussen[17]
- Lutherdenkmal in Keila, Estland (1862–1949)
- Luther Statue in Edmonton, Alberta, Kanada (1987)
Augustana Campus der University of Alberta, von Danek Mozdzenski[18]
- Martin Luther Monument in Baltimore, Maryland, Vereinigte Staaten (1936)
 von Hans Schuler[19]
- Martin Luther in Clayton, Missouri, Vereinigte Staaten (1904)
 Campus des Concordia Seminary, Kopie nach Ernst Rietschel[20]
- Martin Luther at Worms in Decorah, Iowa, Vereinigte Staaten (1911)
 Campus des Luther College, Kopie nach Ernst Rietschel[21]
- Martin Luther in Dubuque, Iowa, Vereinigte Staaten (1921)
 Campus des Wartburg Theological Seminary, Kopie nach Ernst Rietschel[22]
- The Luther Statue, Fort Wayne, Indiana, Vereinigte Staaten (1957)
Campus des Concordia Theological Seminary, von Friedrich Adolf Sötebier[23]
- Martin Luther in Gettysburg, Pennsylvania, Vereinigte Staaten (1947)
Campus des Lutheran Theological Seminary, von Hans Schuler[24]
- Luther at 38, in Louisville, Kentucky, Vereinigte Staaten (1960)
vor der First Lutheran Church, Kopie der Figur in Fort Wayne vom Lutherdenkmal von Friedrich Adolf Sötebier.[25]
- Martin Luther in Mount Clemens, Michigan, Vereinigte Staaten (1930)
Cadillac Memorial Gardens, Kopie nach Ernst Rietschel[26]
- Martin Luther in Seguin, Texas, Vereinigte Staaten (1976)
Campus des Texas Lutheran College, von Elmer Paul Petersen[27]
- Martin Luther the Teacher, Martin Luther the Musician in Springfield, Ohio, Vereinigte Staaten (1956)
Campus der Wittenberg University, von A. Regis Milione[28]
- Martin Luther in St. Paul, Minnesota, Vereinigte Staaten (1921)
Campus des Concordia College, Kopie nach Ernst Rietschel[29]
- Martin Luther in Streator, Illinois, Vereinigte Staaten (1935)
Hillcrest Memorial Park, Kopie nach Ernst Rietschel[30]
- Luther Monument in Washington, D.C., Vereinigte Staaten (1884)
Thomas Circle, Washington D.C., Kopie nach Ernst Rietschel[31]

## Gedenkbäume
An zahlreichen weiteren Orten in Deutschland wurden zur Erinnerung an den Reformator Bäume gepflanzt. Vorwiegend wurden dafür Eichen, insbesondere Stieleichen, als Luthereichen gewählt, an einigen Ort finden sich aber auch Lutherbuchen, Lutherlinden und Lutherulmen.

### Lutherbuchen (Auswahl)

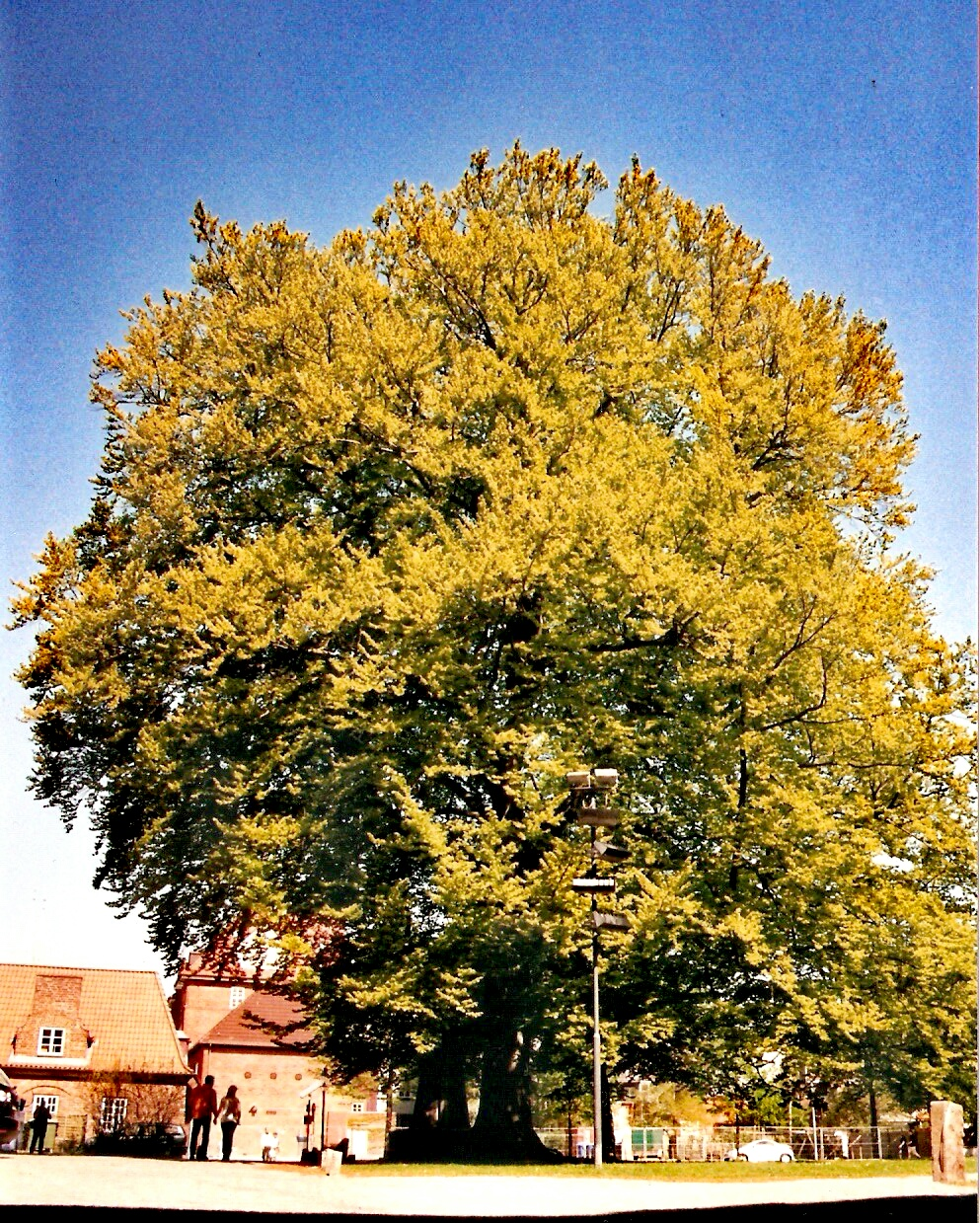
Die Luther-Buche auf dem Domkirchhof des Lübecker Doms

- Die Lutherbuche in Lokstedt, einem Stadtteil von Hamburg, wurde zum 400. Jahrestag des Thesenanschlags durch Martin Luther an der Schloßkirche zu Wittenberg im Jahre 1917 gepflanzt.
- Die Lutherbuche bei Altenstein mit Lutherborn am Lutherdenkmal in Steinbach wurde nicht wie die anderen Bäume im Gedenken gepflanzt, sondern markierte die Stelle der Gefangennahme Luthers am 4. Mai 1521. Nachdem der Baum 1841 bei einem Sturm schwer geschädigt wurde, erfolgte 1983 eine Neupflanzung.
- Die Lutherbuche, Naturdenkmal in Neuwürschnitz (Stadt Oelsnitz/Erzgeb.) wurde 1883 gepflanzt, 2013 beim Orkan Xaver entwurzelt und 2014 neu gepflanzt.
- Die Lutherbuche von Stolberg erinnert an Luthers Aufenthalt in der Harzstadt am 21. April 1525.
- Die Lutherbuche in Taucha wurde 1883 an der St. Moritz-Kirche gepflanzt und musste 2004 wegen Pilzbefall gefällt werden.
- Die Lübecker Lutherbuche ist ein Spross der Lutherbuche zu Liebenstein, welche zur Erinnerung des 700jährigen Bestehens des Doms 1873 aus Thüringen nach Lübeck kam.
- 2 Lutherbuchen in Oschatz:
  - Lutherbuche an der Stadtbibliothek Lage
  - Lutherbuche an der Bahnhofstr. auf dem Gelände der Robert-Härtwig-Schule Lage

### Luthereichen
Die bekannteste Luthereiche findet sich in Wittenberg, an ihrem Standort soll Luther 1520 sein Exemplar der päpstlichen Bannandrohungsbulle Exsurge Domine verbrannt haben.

### Lutherlinden (Auswahl)

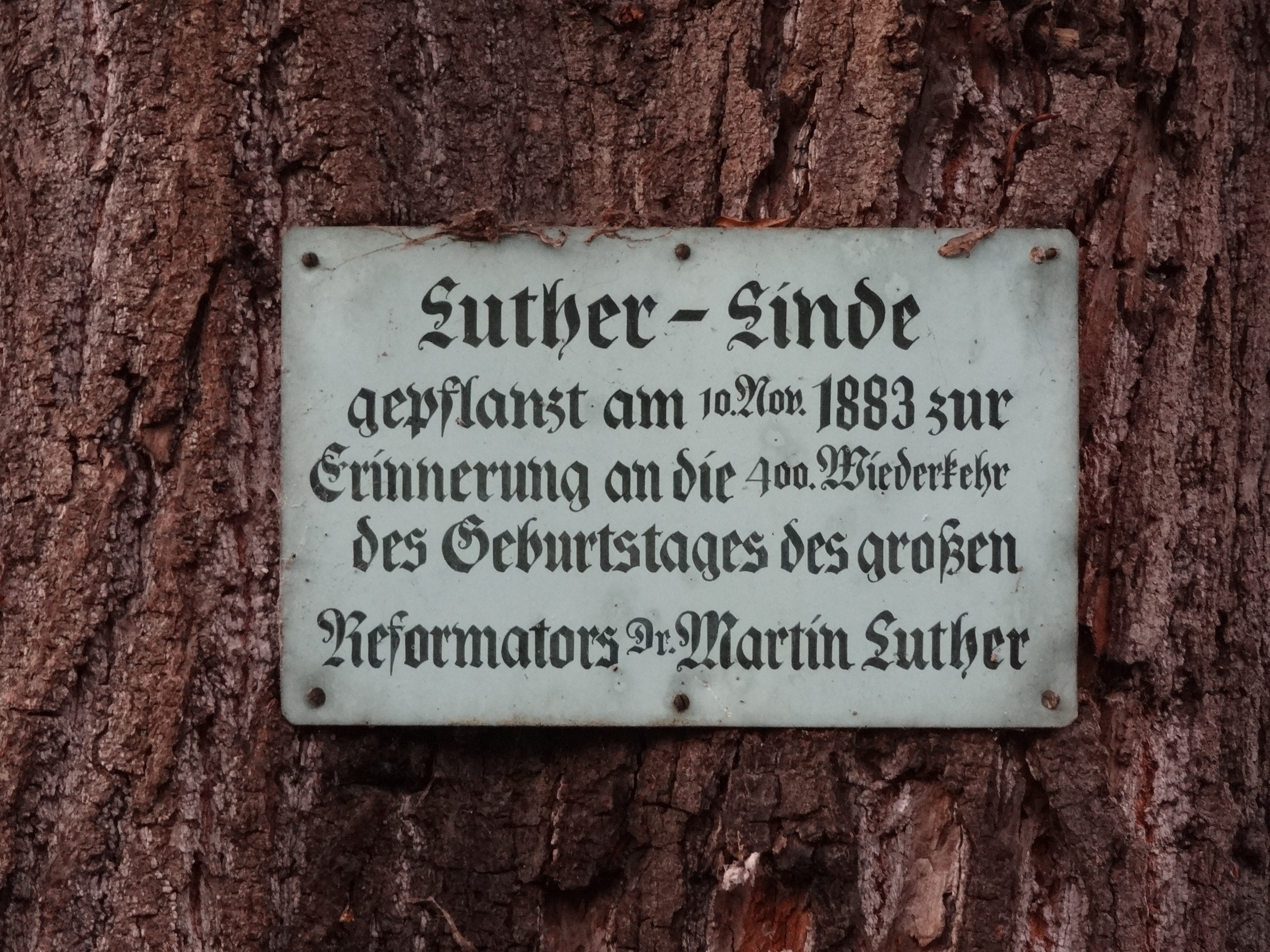
Hinweistafel Lutherlinde Lich

- Lutherlinde in Chemnitz-Ebersdorf vor der Stiftskirche einschließlich eines Gedenksteines[32]
- Lutherlinde in Lich (Naturdenkmal ND 12), 1883 zum 400. Geburtstag Luthers vor der Marienstiftskirche Lich gepflanzt
- Lutherlinde vor der Roterde in Fernwald (Naturdenkmal ND 59)
- Lutherlinde in Riesa (Sachsen), Ortsteil Gostewitz; 1846 zum 300. Todestag Luthers gepflanzt, als Naturdenkmal geschützt[33]
- Lutherlinde in Herten-Scherlebeck (Kirchenkreis Recklinghausen), gepflanzt aus Anlass des 400. Reformationsjubiläums 1917.
- Lutherlinde in Unternesselbach, Luther soll auf der Durchreise unter der Linde vor dem Pfarrhaus gebetet haben, da der Pfarrer den Zutritt zur Kirche verweigerte
- Martin-Luther-Linde vor der Johanneskirche (Eltville-Erbach), gepflanzt am 10. November 1883 zum 400. Geburtstag
- Luther-Linde auf dem Alten Friedhof in Possendorf (Sachsen), gepflanzt am 10. November 1883 zu Luthers 400. Geburtstag
- Luther-Linde in Dresden, Rampische Straße Ecke Schießgasse, eine am 30. Oktober 2012 von Landesbischof Jochen Bohl und dem Zweiten Bürgermeister der Stadt Dresden Detlef Sittel gepflanzte (damals) 5 Meter hohe Silberlinde.[34]
- Luther-Linde in Gronau (Leine) auf dem Lehder Friedhof, gepflanzt im November 2016 zum Auftakt des Jubiläumsjahres „500 Jahre Reformation“
- (ehemalige) Lutherlinde in Ringethal, von Ludwig Richter 1839 gezeichnet
- Lutherlinde vor der St.-Laurentius-Kirche (Dassel), gepflanzt 1883 zu Luthers 400. Geburtstag
- Lutherlinde bei Hermannrode, gepflanzt am 10. November 1883 zu Luthers 400. Geburtstag, Naturdenkmal im Werra-Meißner-Kreis mit der Nummer ND 636.080 und dem Ausweisungsdatum 1. August 1936.

### Lutherulmen (Auswahl)
- Lutherbaum in Worms-Pfiffligheim, Neupflanzung im Torso einer Ulme aus dem 16. Jahrhundert, unter der angeblich Luther gepredigt haben soll.[35]
- Hütschenhausen, Katzenbach, Brunnenstraße (Ulmus sp., ND-7335-217) (Lage)

## Lutherpark
Als flächenhafte Gendenkkorte gibt in verschiedenen Städten nach Martin Luther benannte Parkanlagen. Dazu gehören unter anderem
- Lutherpark und Lutherwiese in Erfurt
- Lutherpark in Flensburg
- Lutherpark in Hamburg-Bahrenfeld
- Martin-Luther-Park in Bad Gastein neben der evangelischen St.-Christophorus-Kirche, mit der Luther in Verbindung stand.